# Jean-Frédéric de Diesbach
Prins Jean-Frédéric de Diesbach (7 mei 1677 - 22 augustus 1751), was een Zwitsers aristocraat en militair. Hij stamde uit het kanton Fribourg.
Als officier diende Von Diesbach in Franse dienst, na 1710 als brigadier en kolonel in Nederlandse dienst en na ontbinding in 1714 van het door hem aangeworven regiment trad hij uiteindelijk in keizerlijke dienst. Hij bracht het tot generaal-majoor. Hij beëindigde zijn loopbaan als gouverneur van Sicilië. Hij werd door de Duitse keizer tot Fürst (Nederlands: prins) van Sint-Agatha verheven.